# Commonwealth Games 1998/Squash
Bei den Commonwealth Games 1998 in Kuala Lumpur fanden im Squash fünf Wettbewerbe statt. Austragungsort war das National Squash Centre in Bukit Jalil, einem Außenbezirk der malayischen Hauptstadt. Die Spiele um den dritten Platz und damit um die Bronzemedaille wurden in keiner Disziplin ausgespielt. Die Verlierer der Halbfinals gewannen somit eine Bronzemedaille.

## Herreneinzel
| Platz | Land          | Sportler                |
| ----- | ------------- | ----------------------- |
| 1     | Schottland    | Peter Nicol             |
| 2     | Kanada        | Jonathon Power          |
| 3     | England Wales | Paul Johnson Alex Gough |

Finale:
16. September 1998, 19:00 Uhr

## Dameneinzel
| Platz | Land       | Sportlerin                |
| ----- | ---------- | ------------------------- |
| 1     | Australien | Michelle Martin           |
| 2     | Australien | Sarah Fitz-Gerald         |
| 3     | England    | Sue Wright Cassie Jackman |

Finale:
16. September 1998, 18:00 Uhr

## Herrendoppel
| Platz | Land               | Sportler                                          |
| ----- | ------------------ | ------------------------------------------------- |
| 1     | England            | Paul Johnson Mark Chaloner                        |
| 2     | Australien         | Rodney Eyles Byron Davis                          |
| 3     | Schottland England | Peter Nicol Stuart Cowie Mark Cairns Chris Walker |

Finale:
20. September 1998, 17:00 Uhr

## Damendoppel
| Platz | Land                 | Sportlerinnen                                               |
| ----- | -------------------- | ----------------------------------------------------------- |
| 1     | England              | Sue Wright Cassie Jackman                                   |
| 2     | Australien           | Robyn Cooper Rachael Grinham                                |
| 3     | Australien Südafrika | Sarah Fitz-Gerald Carol Owens Claire Nitch Natalie Grainger |

Finale:
20. September 1998, 15:30 Uhr

## Mixed
| Platz | Land                 | Sportler                                               |
| ----- | -------------------- | ------------------------------------------------------ |
| 1     | Australien           | Michelle Martin Craig Rowland                          |
| 2     | England              | Suzanne Horner Simon Parke                             |
| 3     | Neuseeland Südafrika | Sarah Cook Glen Wilson Natalie Grainger Rodney Durbach |

Finale:
20. September 1998, 14:00 Uhr

## Medaillenspiegel
| Platz | Land       | Gold | Silber | Bronze | Gesamt |
| ----- | ---------- | ---- | ------ | ------ | ------ |
| 1     | Australien | 2    | 3      | 1      | 6      |
| 2     | England    | 2    | 1      | 4      | 7      |
| 3     | Schottland | 1    | −      | 1      | 2      |
| 4     | Kanada     | −    | 1      | −      | 1      |
| 5     | Südafrika  | −    | −      | 2      | 2      |
| 6     | Neuseeland | −    | −      | 1      | 1      |
| 6     | Wales      | −    | −      | 1      | 1      |